# Нью-Віттен (Південна Дакота)
Нью-Віттен (англ. New Witten) — місто (англ. town) в США, в окрузі Тріпп штату Південна Дакота. Населення — 54 особи (2020).

## Географія
Нью-Віттен розташований за координатами 43°26′26″ пн. ш. 100°4′55″ зх. д. / 43.44056° пн. ш. 100.08194° зх. д. (43.440634, -100.081947).  За даними Бюро перепису населення США в 2010 році місто мало площу 0,71 км², уся площа — суходіл.

## Демографія
Згідно з переписом 2010 року, у місті мешкало 79 осіб у 35 домогосподарствах у складі 22 родин. Густота населення становила 111 осіб/км².  Було 51 помешкання (71/км²).
Расовий склад населення:
| - 97,5 % — білих |

До двох чи більше рас належало 2,5 %. Частка іспаномовних становила 0,0 % від усіх жителів.
За віковим діапазоном населення розподілялося таким чином: 24,1 % — особи молодші 18 років, 56,9 % — особи у віці 18—64 років, 19,0 % — особи у віці 65 років та старші. Медіана віку мешканця становила 48,3 року. На 100 осіб жіночої статі у місті припадало 102,6 чоловіків;  на 100 жінок у віці від 18 років та старших — 114,3 чоловіків також старших 18 років.
Середній дохід на одне домашнє господарство  становив 61 674 долари США (медіана — 64 063), а середній дохід на одну сім'ю — 69 294 долари (медіана — 64 688). За межею бідності перебувало 5,3 % осіб, у тому числі 0,0 % дітей у віці до 18 років та 0,0 % осіб у віці 65 років та старших.
Цивільне працевлаштоване населення становило 41 особа. Основні галузі зайнятості: освіта, охорона здоров'я та соціальна допомога — 34,1 %, сільське господарство, лісництво, риболовля — 24,4 %, будівництво — 17,1 %, мистецтво, розваги та відпочинок — 12,2 %.